# Флорін Тіца
Флорін Тіца (рум. Florin Tița; нар. 21 серпня 1998) — румунський борець греко-римського стилю, срібний призер чемпіонату Європи.

## Життєпис
У 2018 році став бронзовим призером чемпіонату Європи серед молоді. Наступного року на цих же змаганнях здобув срібну нагороду.

## Спортивні результати на міжнародних змаганнях

### Виступи на Чемпіонатах Європи
| Змагання                         | Збірна  | Вагова категорія                 | Місце  |
| -------------------------------- | ------- | -------------------------------- | ------ |
| Чемпіонат Європи з боротьби 2019 | Румунія | греко-римська боротьба, до 55 кг | Срібло |
| Чемпіонат Європи з боротьби 2020 | Румунія | греко-римська боротьба, до 55 кг | 5      |

### Виступи на інших змаганнях
| Змагання                                 | Збірна  | Вагова категорія                 | Місце  |
| ---------------------------------------- | ------- | -------------------------------- | ------ |
| Клубний чемпіонат світу з боротьби 2017  | Румунія | команда                          | 9      |
| Турнір Дана Колова — Николи Петрова 2018 | Румунія | греко-римська боротьба, до 55 кг | 9      |
| Henri Deglane Challenge 2019             | Румунія | греко-римська боротьба, до 55 кг | Срібло |
| Турнір міста Сассарі з боротьби 2019     | Румунія | греко-римська боротьба, до 60 кг | 5      |
| Чемпіонат Румунії з боротьби 2020        | Румунія | греко-римська боротьба, до 60 кг | 8      |
| Меморіал Маттео Пелліконе 2022           | Румунія | греко-римська боротьба, до 55 кг | Срібло |
| Кубок Владислава Пітласинські 2022       | Румунія | греко-римська боротьба, до 55 кг | 4      |

### Виступи на змаганнях молодших вікових груп
| Змагання                                            | Збірна  | Вагова категорія                   | Місце  |
| --------------------------------------------------- | ------- | ---------------------------------- | ------ |
| Чемпіонат Європи з боротьби серед кадетів 2015      | Румунія | греко-римська боротьба, до 46 кг   | 10     |
| Балканський чемпіонат з боротьби серед кадетів 2015 | Румунія | греко-римська боротьба, до 50 кг   | 5      |
| Чемпіонат Європи з боротьби серед юніорів 2016      | Румунія | греко-римська боротьба, до 50.0 кг | 9      |
| Балканський чемпіонат з боротьби серед юніорів 2016 | Румунія | греко-римська боротьба, до 50 кг   | Золото |
| Чемпіонат Європи з боротьби серед юніорів 2018      | Румунія | греко-римська боротьба, до 55 кг   | 7      |
| Чемпіонат світу з боротьби серед юніорів 2018       | Румунія | греко-римська боротьба, до 55 кг   | 7      |
| Чемпіонат Європи з боротьби серед молоді 2018       | Румунія | греко-римська боротьба, до 55 кг   | Бронза |
| Чемпіонат світу з боротьби серед молоді 2018        | Румунія | греко-римська боротьба, до 55 кг   | 13     |
| Чемпіонат Європи з боротьби серед молоді 2019       | Румунія | греко-римська боротьба, до 55 кг   | Срібло |